# Ґолінка (Великопольське воєводство)
Ґолінка (пол. Golinka, нім. Alt Guhle) — село в Польщі, у гміні Бояново Равицького повіту Великопольського воєводства.
Населення — 202 особи (2011).
У 1975-1998 роках село належало до Лешненського воєводства.

## Демографія
Демографічна структура станом на 31 березня 2011 року:
|          | Загалом | Допрацездатний вік | Працездатний вік | Постпрацездатний вік |
| -------- | ------- | ------------------ | ---------------- | -------------------- |
| Чоловіки | 102     | 29                 | 62               | 11                   |
| Жінки    | 100     | 29                 | 53               | 18                   |
| Разом    | 202     | 58                 | 115              | 29                   |